# 邵博文
邵博文（1947年2月—），男，汉族，云南陆良人，中华人民共和国政治人物，曾任广西壮族自治区人大常委会秘书长、办公厅主任、副主任。